# Astraptes grenadensis
Astraptes grenadensis is een vlinder uit de familie van de dikkopjes (Hesperiidae). De wetenschappelijke naam van de soort is voor het eerst geldig gepubliceerd in 1878 door Heinrich Benno Moschler. Deze naam wordt wel als een synoniem beschouwd van Astraptes anaphus subsp. anausis (Godman & Salvin, 1896).